# 富岡村 (山口県)
富岡村（とみおかそん）は、山口県都濃郡にあった村。現在の周南市の中部、山陽本線・新南陽駅の北方一帯にあたる。

## 地理
- 山岳：四熊ヶ岳
- 河川：富田川

## 歴史
- 1889年（明治22年）4月1日 - 町村制の施行により、四熊村・小畑村・下上村の区域をもって発足。
- 1941年（昭和16年）11月3日 - 富田町に編入。同日富岡村廃止。

## 交通

### 鉄道路線
現在は旧町域を山陽新幹線が通過するが、当時は未開業。

### 道路
現在は旧町域を山陽自動車道が通過するが、当時は未開通。